# Partit de Lluita Unida dels Africans a Angola
El Partit de Lluita Unida dels Africans a Angola (en Portuguès: Partido da Luta Unida dos Africanos de Angola), un partit polític d'Angola format el 1953 per Viriato Clemente da Cruz. El 1956 el PLUA va fusionar amb el Partit Comunista Angolès per formar el Moviment Popular per a l'Alliberament d'Angola (MPLA).